# Bruno Centrone
Bruno Centrone (* 22. Mai 1955 in Ravenna) ist ein italienischer Philosophiehistoriker auf dem Gebiet der antiken Philosophie.
Centrone studierte Philosophie an der Universität Perugia und erwarb dort 1977 die laurea. Daran schloss er von 1979 bis 1982 ein Studium der antiken Literatur an der Universität Rom La Sapienza an. Es folgte ein Doktorandenstudium ebenda in Philosophie bei Gabriele Giannantoni (1983–1987) mit Studienaufenthalten an den Universitäten Tübingen und Würzburg (1986–1987). Promoviert wurde er 1989 mit einer Dissertation über die pythagoreischen Schriften zur Ethik. Bereits von 1988 an war er wissenschaftlicher Mitarbeiter am Centro di Studio del Pensiero Antico in Rom, bis er 1999 auf eine Professur für Geschichte der antiken Philosophie an der Universität Pisa berufen wurde (zunächst als professore associato, von 2004 an als professore straordinario, von 2007 an als professore ordinario). Zugleich hatte er von 2013 bis 2018 Lehraufträge an der Scuola Normale Superiore in Pisa.
Centrone arbeitet insbesondere zu Pythagoras, den Pythagoreern und den pseudo-pythagoreischen Schriften, zu Platon und dessen Ethik sowie zu Aristoteles (Metaphysik).

## Schriften (Auswahl)
- (Hrsg.): Pseudopythagorica ethica. I trattati morali di Archita, Metopo, Teage, Eurifamo. Neapel 1990.
- L’ VIII libro delle Vite di Diogene Laerzio. In: Aufstieg und Niedergang der römischen Welt, Band II.36.6, Berlin, New York 1992, S. 4183–4217.
- Introduzione ai Pitagorici. Laterza, Rom, Bari 1996. (Japanische Übersetzung hrsg. von Iwanami Shoten, Tokyo 2000).
- Platone. Teage, Carmide, Lachete, Liside. Introduzione, traduzione e note. Rizzoli, Mailand 1997.
- Platonism and Pythagoreanism in the Early Empire. In: Malcolm Schofield, Christopher J. Rowe (Hrsg.): The Cambridge History of Greek and Roman Political Thought. Cambridge University Press, Cambridge 2000, S. 559–584.
- Die Anterastai und Platons erotische Dialoge. In: Klaus Döring, Michael Erler, Stefan Schorn (Hrsg.): Pseudoplatonica. Steiner Verlag, Stuttgart 2005, S. 37–50.
- Platonic Virtue as a Holon: from the Laws to Protagoras. In: Maurizio Migliori, Linda M. Napolitano Valditara (Hrsg.): Plato Ethicus – Philosophy is Life. Proceedings of the International Colloquium Piacenza (Italy) 2003. Academia Verlag, Sankt Augustin 2004, S. 93–106.
- (Hrsg.): Il libro Iota della Metafisica di Aristotele. Academia Verlag, Sankt Augustin 2005.
- Platone. Sofista. Introduzione, traduzione e note. Einaudi, Turin 2008.
- Platone. Simposio. Introduzione. Einaudi, Turin 2009.
- Platone. Repubblica. Introduzione, traduzione e note. Mondadori, Mailand 2012.
- The Pseudo-pythagorean writings. In: Carl Huffman, A History of Pythagoreanism. Cambridge University Press, Cambridge 2014, S. 315–340.
- Prima lezione di Filosofia Antica. Laterza, Bari – Rom 2015.
- (Hrsg.): Aristotele. Problema XXX. Ets, Pisa 2018.
- La seconda Polis. Introduzione alle Leggi di Platone. Carocci, Rom 2021.

Außerdem hat er zahlreiche Artikel zum Dictionnaire des philosophes antiques, publié sous la direction de Richard Goulet (CNRS Éditions, Paris 1989–2018) beigesteuert.